# Саарепеэди (волость)
Са́арепе́эди (эст. Saarepeedi) — бывшая волость в Эстонии в составе уезда Вильяндимаа.

## География и описание
Площадь волости — 98,3 км², численность населения на 2 февраля 2010 года составляла 1234 человека.  Административный центр волости — деревня Саарепеэди.

## Населённые пункты
На территории волости находятся 12 деревень: Айнду, Аукси, Карула, Кокавийдика, Моори, Пеэтримыйза, Саарепеэди, Таари, Тобраселья, Тыниссааре, Выйстре, Вяльнита.

## История
Окрестности Саарепеэди были населены с XI—XII веков. Там располагалось укрепленное городище, которое, судя по всему, использовалось в качестве крепости в XII—XIII веках. Первые упоминания о нём датируются 1583 годом (Oiawa).